# Chelonistele ingloria
Chelonistele ingloria är en orkidéart som först beskrevs av Johannes Jacobus Smith, och fick sitt nu gällande namn av Cedric Errol Carr. Chelonistele ingloria ingår i släktet Chelonistele och familjen orkidéer. Inga underarter finns listade i Catalogue of Life.